# Ford Germany
Ford Germany foi a subdivisão da Ford Motor Company na Alemanha. Existiu com vários nomes desde 1925 até 1967, quando foi fundida com a Ford britânica para formar a Ford Europe.